# Раквере
Раквере (ест. Rakvere) је град у источној Естонији, главни град округа Љаене-Виру, удаљен око 20 km јужно од Финског залива. По подацима из 2008. има 16.988 становника.
Познат по свом историјском замку од камена, који се налази на брду Валимаги (Vallimägi). Изграђен је пре 1226. године, на место које је заузимала тврђава од некадашњих вирионианоса, позната као (рус. Раковор) на руском језику.
Раквере добија статут града 12. јуна 1302. године.
Композитор Арво Парт провео је своје детињство у Раквереу.

## Партнерски градови
- Лапенранта
- Лапуа
- Sigtuna
- Паневежис
- Цесис
- Литјенбург
- Солнок
- Сенаки